# Le Réveil Chérie
Le Réveil Chérie est une émission matinale diffusée en France, en semaine, sur Chérie FM, depuis le 25 août 2014. Elle est animée par Alexandre Devoise et Tiffany Bonvoisin depuis septembre 2022.

## Historique
Le 25 août 2014, Le Réveil Chérie est lancé avec à la présentation Vincent Cerutti et Laurie Cholewa.
Après une saison, Laurie Cholewa quitte la matinale et est remplacée par Stéphanie Loire à la rentrée 2015.
Après trois ans, Vincent Cerutti annonce qu'il quitte l'émission.
Pour la rentrée 2017, Stéphanie Loire prend le rôle de Vincent Cerruti et sera accompagnée de Jean-Philippe Doux.
En juin 2018, on[Qui ?] apprend le départ de Stéphanie Loire et Jean-Philippe Doux de la station. 
À partir du 24 août 2018, Christophe Nicolas prendra les commandes de la matinale et sera accompagné de Carole Coatsaliou.
Le 22 août 2019, Alexandre Devoise accompagné de Sophie Coste constituent la nouvelle équipe du Réveil Chérie.
A compter du 22 août 2022, Sophie Coste est remplacée par Tiffany Bonvoisin au côté d'Alexandre Devoise.

## Identité visuelle (logo)

Logo de l'émission du 25 août 2014 au 30 juin 2017.
Logo de l'émission du 25 août 2014 au 29 juin 2018.
Logo de l'émission du 24 août 2018 au 28 juin 2019.
Logo de l'émission du 22 août 2019 à 2022.

## Équipe
- 2014-2017 : Vincent Cerutti (animateur)
- 2014-2015 : Laurie Cholewa (co-animatrice)
- 2015-2018 : Stéphanie Loire (co-animatrice puis animatrice)
- 2017-2018 : Jean-Philippe Doux (co-animateur)
- 2018-2019 : Christophe Nicolas (animateur)
- 2018-2019 : Carole Coatsaliou (co-animatrice)
- Depuis le 22 août 2019 : Alexandre Devoise (animateur) en remplacement de Christophe Nicolas.
- 2019-2022 : Sophie Coste (co-animatrice)
- 2020-2022 : Iris Mittenaere (chroniqueuse)
- Depuis le 22 août 2022 : Tiffany Bonvoisin (co-animatrice) en remplacement de Sophie Coste.